# Vilson Blloshmi
Vilson Sami Blloshmi (ur. 18 marca 1948 we wsi Bërzeshta k. Librazhdu, zm. 17 lipca 1977 w Përroin e Firarit) – albański poeta.

## Życiorys
Po ukończeniu w 1966 nauki w szkole pedagogicznej w Elbasanie pracował w szkole w Librazhdzie jako nauczyciel. W tym czasie zajmował się także tłumaczeniem na język albański francuskich poetów dekadentów, a także dramatów Victora Hugo. Pisał także własne utwory. Wskutek donosów został zmuszony do odejścia ze szkoły i podjęcia pracy w tartaku w Stravaju. W latach 1958–1970 odbywał służbę wojskową. Po jej zakończeniu pracował w wiejskiej kooperatywie jako drwal.
Pretekstem do jego zatrzymania stał się wiersz Sahara, który był alegorią Albanii, pozbawionej przyjaciół, w której zapanowała pustka. Śledztwo prowadzono w więzieniu w Tiranie, a następnie w Librazhdzie - w trakcie śledztwa Blloshmi był torturowany. W 1977 stanął przed sądem oskarżony o sabotaż i agitację przeciwko władzy ludowej. W toku procesu udowadniano tezę, że istniała grupa antypaństwowa, wywodząca się z Berzeshta (miał działać w niej także brat Blloshmiego - Bedri).
Na podstawie art. 73 par. 1 albańskiego kodeksu karnego w dniu 13 czerwca 1977 Sąd Okręgowy w Librazhdzie skazał Vilsona Blloshmiego na karę śmierci. Wyrok został potwierdzony przez trybunał karny Sądu Najwyższego, a prezydium Zgromadzenia Ludowego nie skorzystało z prawa łaski. 17 lipca 1977 został rozstrzelany wraz z innym poetą Gencem Leką. Wyrok wykonano w górach, położonych 10 km od Librazhdu.

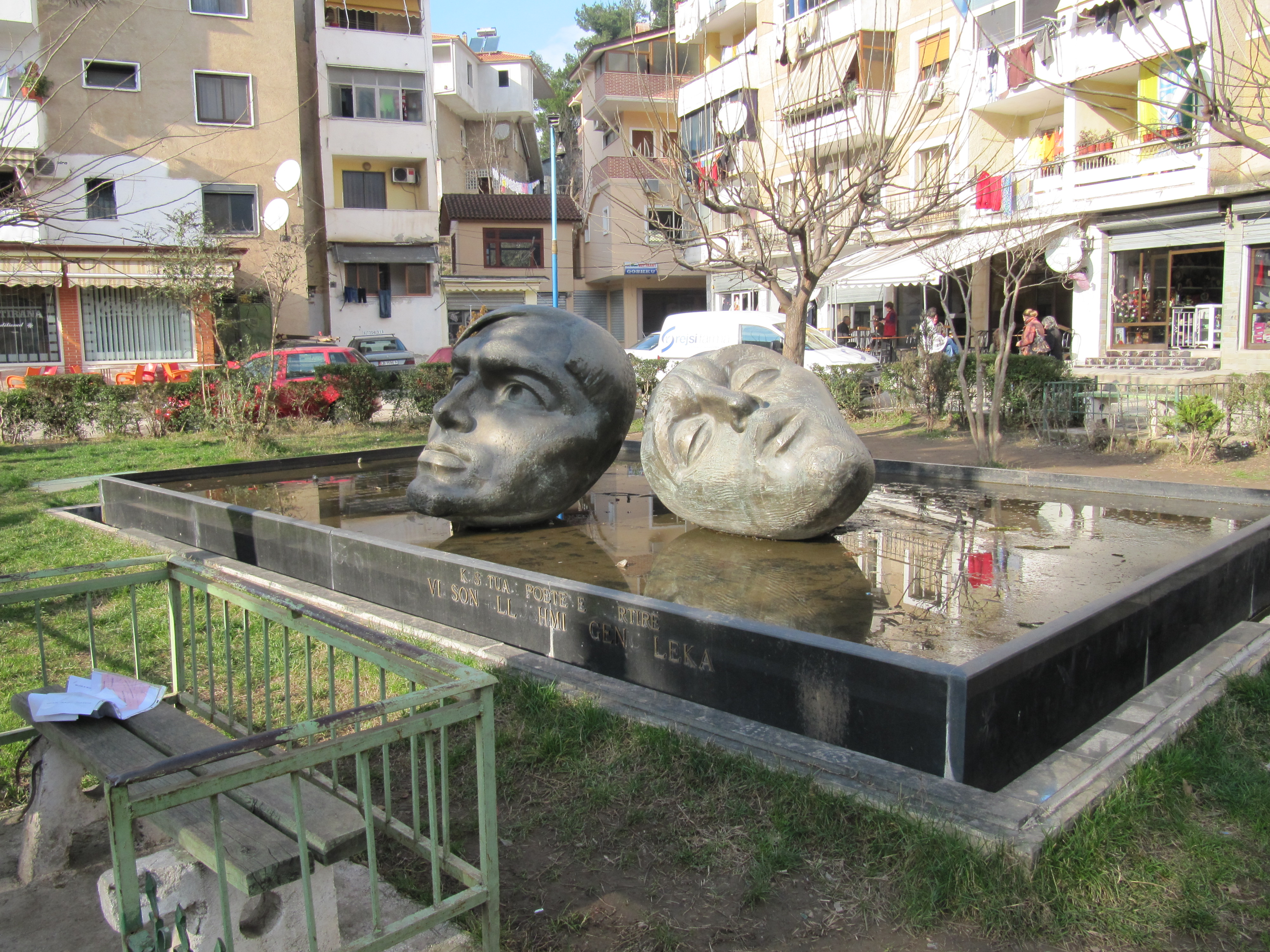
Pomnik Vilsona Blloshmiego i Genca Leki w Librazhdzie

Był żonaty, miał córkę Enrietę. W 2006 otrzymał honorowe obywatelstwo Librazhdu. W maju 2010 został odznaczony pośmiertnie przez Prezydenta Republiki Albanii Orderem Nderi i Kombit (Honor Narodu). Pomnik poświęcony zamordowanym poetom dłuta Sadika Spahiji znajduje się w centrum Librazhdu. Imię poety nosi jedna z ulic w północno-wschodniej części Tirany. W 2008 ukazał się nakładem wydawnictwa Almera zbiór utworów Blloshmiego, w opracowaniu Sadika Bejko.